# Yves Velan
Pour les articles homonymes, voir Velan.
Yves Velan, né le 29 août 1925 à Saint-Quentin (Aisne) et originaire de Bassins (Suisse) et mort le 6 mai 2017 à La Chaux-de-Fonds, est un écrivain suisse.

## Biographie
Yves Velan fait des études de lettres à Lausanne, où il adhère à la Société de Belles Lettres, et travaille deux ans comme lecteur à l'université de Florence. Avec Henri Debluë, Georges Wagen, Jean-Pierre Schlunegger, Michel Dentan et Jean Messmer, il fonde la revue littéraire de gauche Rencontre (1949-1952).
Communiste, membre du POP dès la fin de la guerre et ce jusqu'en 1957, il est frappé d'interdiction professionnelle et exclu de l'enseignement du Canton de Vaud. Il s'établit alors à La Chaux-de-Fonds où il enseigne la littérature au gymnase jusqu'à sa retraite en 1991. À la fin des années soixante, il quitte provisoirement le Jura neuchâtelois pour un long séjour aux États-Unis où il enseigne la littérature française à l'université d'Urbana en Illinois.
Son premier roman Je est édité en 1959 à Paris. Il publie encore deux romans La statue de Condillac retouchée (1973), Soft Goulag (1977) et un essai, Contre-pouvoir (1978), où il s'interroge sur la culture et ses exigences. Il faut ajouter à ces ouvrages de nombreuses publications en revues, un « essai-poème », Onir (1974), un conte, Le Chat Muche, illustré par Stasys Eidrigevicius (1986). Par ailleurs, on lui doit au cours des années 1950 à 1980 une importante activité de critique publiée aussi bien en France, aux États-Unis qu'en Suisse romande.
En 2018, les éditions Zoé publient à titre posthume son dernier ouvrage, fruit de nombreuses versions et de quarante années d'écriture et de réécritures ininterrompues. Le livre se nomme Le Narrateur et son énergumène (2018), et constitue un testament littéraire qui fut un chantier sans cesse redéfini.
L'œuvre d'Yves Velan a été couronnée par le Grand Prix C.F. Ramuz et le Prix de littérature du canton de Neuchâtel.

## Ouvrages
- Je, Seuil, 1959; L'Âge d'homme, Lausanne, 1990
- La Statue de Condillac retouchée, Seuil, 1973, rééditée aux Editions d'en bas, préfacée par Jérôme Tonetti, Lausanne, 2021.
- Onir, in Écriture 9, Bertil Galland, Vevey, 1974
- Soft Goulag, Bertil Galland, Vevey, 1977; Zoé, Carouge, 2017
- Contre-pouvoir, Bertil Galland, Vevey, 1978
- Le Narrateur et son énergumène, Zoé, Carouge, 2018
- Le Chat Muche, Eliane Vernay, Genève, 1986; La Joie de lire, Genève, 2019